# 大摩洛哥

“大摩洛哥”所示地区

大摩洛哥（阿拉伯语：المغرب الكبير，法语：Grand Maroc）是历史上摩洛哥在反西班牙、法国殖民统治时所提出的概念，反殖民的领导者们将更广阔的领土以历史的角度与摩洛哥君主的统治联系起来以联合多方势力以进行抵抗。
而现今，「大摩洛哥」多用于他国在讨论摩洛哥对有争议的西撒哈拉地区提出收复领土要求的行为的谴责措辞中。在摩洛哥，无论官方与非官方都有对这些地区有领土主张的声音。他们认为早在殖民时代，同为西班牙在非洲的飞地，这些地区都在摩洛哥某种形式的主权范围之下。这种说法被一些舆论指斥为有扩张的心态。摩洛哥政府曾经宣称对「大摩洛哥」的概念不作参考，但自1970年代西撒哈拉问题的爆发很快否定了这一说法。

摩洛哥目前仍控制着西撒哈拉地区80%的土地

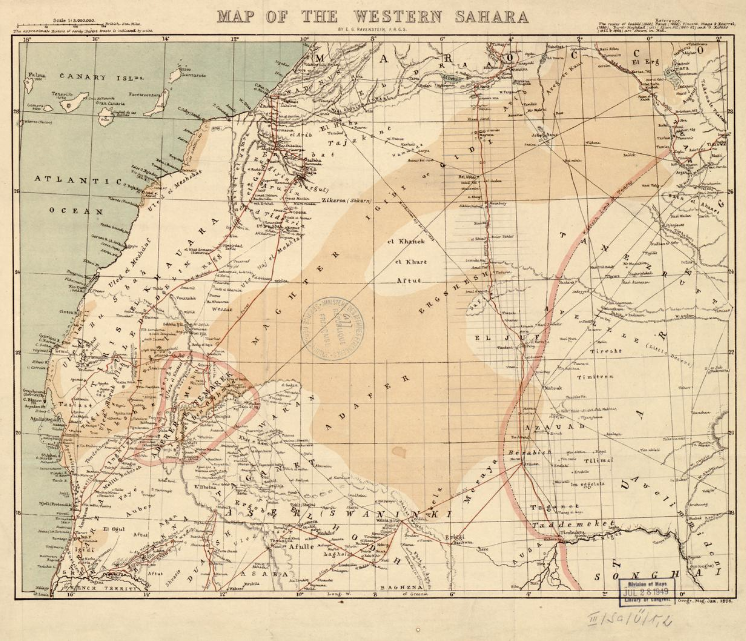
西撒哈拉1876年

自从摩洛哥于1956年独立以及国王穆罕默德五世去世后，政府与国王哈桑二世都宣称了大量的领土主张。除了在与西班牙进行了伊夫尼战争（the Ifni War）后获得了塔尔法亚地带之外，对休达与梅利利亚以及撒哈拉地区也有大量的领土主张。
1963年。阿尔及利亚独立战争爆发，摩洛哥攻占了阿尔及利亚西部的廷杜夫和贝沙尔，并声称其为摩洛哥领土。冲突在一个月的战争及上百的伤亡的同时僵持不下。
在非殖民化时期的初级阶段，某些摩洛哥的政客，尤其是摩洛哥独立党的一些成员，例如Allal al-Fassi（于1956年出版了大量宣传“大摩洛哥”的地图），在摩洛哥独立后的几年里主张要求更广阔的领土。最初，苏丹并不支持这一意见。Al-Fassi的野心在1960年代依然获得了相当一部分人的支持，直到1969年，摩洛哥才承认早已在1960年就独立的毛里塔尼亚政权。在敌对的几年里，毛里塔尼亚一直谴责摩洛哥参与恐怖袭击，入侵领土；而在1970年代中期，冲突又在西撒哈拉问题上展开。
尽管摩洛哥政府依然坚称西撒哈拉和其北部的西班牙飞地；休达与梅利利亚为其领土，但是Allal al-Fassi的领土主张在1960年代后期已经被摩洛哥主流所放弃。在西撒哈拉进行加入非洲联盟的过程中，作为非盟成员的摩洛哥由于拒绝承认其领土边界，因而
退出非洲联盟，而代表阿拉伯撒哈拉民主共和国（西撒哈拉）的波利萨里奥阵线则顺利获得了非盟的席位。2017年在第28届非盟首脑会议上，摩洛哥获得了54个成员国中的42国同意，时隔33年重新成为该组织成员国，至此非洲联盟已涵盖所有非洲主权国家。
最近的一次在2002年，在摩洛哥和西班牙之间爆发了一次武装事件，涉及无人居住的欧芹岛，该事件位于摩洛哥北部沿海250米。 2002年7月11日，一群摩洛哥士兵在小岛上建立了基地。摩洛哥政府说，他们踏上该岛是为了监视非法移民，西班牙政府否认了这一点，因为当时在该问题上摩洛哥和西班牙几乎没有合作（西班牙一再抱怨摩洛哥政府不配合其合作）。在何塞·玛丽亚·阿斯纳尔领导下的西班牙政府抗议之后，这些士兵被摩洛哥海军学员取代，他们随后在该岛上建立了固定基地。 2002年7月18日上午，西班牙发起了全面军事行动，占领了该岛。这次行动很成功，摩洛哥海军学员在几个小时内被驱逐出该岛，而面对西班牙人突击队毫无抵抗力。该岛现在空无一人。